# سندوفسکی
سندوفسکی (انگلیسی: Sadowsky) شرکت تجهیزات موسیقی آمریکایی است، که در سال ۱۹۷۹ تأسیس شد.